# Линн, Лиза
Ли́за Линн (англ. Lisa Lynne) — кельтская арфистка , композитор в стиле нью-эйдж, проживающая в Лос-Анджелесе.

## Биография
Лиза Линн называет себя музыкантом мультиинструменталистом, который «последние 18 лет испытывает страсть к арфе.»
Она выпускала свои первые сольные альбомы под именем Lisa Franco на немецком лейбле Innovative Communication. Также она была участником группы Celestial Winds, которая выпустила несколько альбомов в начале 1990-х. Её альбом 2003 года, Hopes & Dreames (New Earth Records), занял 6-ю строчку в Billboard журнале Top New Age Albums chart. На сегодняшний день Линн выпустила 16 альбомов кельтской арфовой музыки на New Earth Records, Windham Hill и на её собственном лейбле, Lavender Sky Music. Музыка с альбома Love & Peace была использована в Alone in the Wilderness (Один в дикой природе), документальном фильме,снятом режиссёром  Bob Swerer, показанном на  PBS. Фильм представляет собой хронику жизни   Ричарда Проеннека в дикой природе Аляски.
В 2002 Линн стала первым приглашенным музыкантом-резидентом в национальном противораковом центре "Город Надежд", расположенном  в Лос-Анджелесе. Её программа «Hands on Harps»( "С ладонями на арфе") интегрирована в программу лечения этого центра. 

## 2009
Линн работает над новым альбомом совместно с  Molly Pasutti-Dunlap и Aryeh Frankfurter ( выпущен в начале 2010).

## Дискография
Как Лиза Франко (Lisa Franco):
- Bigger Than Blue (Innovative Communication) (1992)
- Romantic Dreams (Innovative Communication) (1993)
- My Way (Innovative Communication) (1993)
- Silken Wings (Innovative Communication) (1994)
- Lisa Franco (Innovative Communication) (1995)
- Best Of (Innovative Communication) (1997)
- Celtic Zen (Yin Yang Records) (1997) (with Levi Chen)
- Peaceful (PSM/Triple Musik) (2002) (with Peter Seiler)

Как Лиза Линн Франко (Lisa Lynne Franco):
- Moonsongs (Lavender Sky Music) (1996)
- Quiet Heart (Lavender Sky Music) (1997)

Как Лиза Линн (Lisa Lynne):
- Daughters Of The Celtic Moon, produced by David Arkenstone (Windham Hill Records) (1998)
- Seasons Of The Soul (Windham Hill Records) (1999) (Reissued by Valley Entertainment in 2010)[3]
- New Morning (Lavender Sky Music) (2001)
- Enchanted Garden (Excelsior Music) (2001)
- Maiden’s Prayer (New Earth Records) (2001)
- Hopes & Dreams (New Earth Records) (2003)
- Secret Songs (Lavender Sky Music) (2007)
- Life is But a Dream (Lavender Sky Music) (2007)
- Two Worlds One (Lavender Sky Music) (2008) (with Aryeh Frankfurter)

Совместно с George Tortorelli:
- Love & Peace (Lavender Sky Music) (1997)
- Fairie Tales (Lavender Sky Music) (1997)
- Silent Night (Lavender Sky Music) (2004)

Совместно с Celestial Winds:
- Harp & Recorder (1991)
- Sweet Dreams (1993)
- Celestial Winds III (1993)
- The Trio (1993)
- Celestial Winds I (1994)
- Christmas Morning (1994)
- Oceans Of Love (1995)
- Moonsongs (1996)